# ワールドエース
ワールドエース（欧字名:World Ace 香:世界王牌、2009年2月22日 - ）は、日本の競走馬・種牡馬。主な勝ち鞍は2012年のきさらぎ賞、2014年のマイラーズカップ。
馬名の意味は「世界のエース」。名付けたのは本馬の一口馬主でもあり、本馬の全弟で2019年菊花賞、2021年天皇賞（春）優勝馬ワールドプレミアなどを所有する税理士の大塚亮一である。

## 経歴

### 2歳（2011年）
12月17日に阪神競馬場の芝1800mの新馬戦で福永祐一を鞍上にデビューし、単勝1番人気に応えて優勝した。

### 3歳（2012年）
この年初戦の若駒ステークスは、5頭立てのレースとなり、再び1番人気に支持された。レースではスローペースを最後方から追走したが、逃げた勝ち馬を捕らえきれず2着に敗れた。
次走のきさらぎ賞では、鞍上が小牧太に変更になった。中団追走の展開から最後の直線で脚を伸ばし、後続の追い上げを振り切り重賞初制覇を達成した。この競走ではディープインパクト産駒が上位3頭を独占した。
続く若葉ステークスではスタートで後手を踏んだものの、道中後方からレースを進め直線で大外に持ち出すと、脚を伸ばして内で粘る2頭を捕え、2着以下に2馬身差をつけ快勝した。
次走は4月15日の3歳牡馬クラシック初戦の皐月賞に2番人気で出走。スタート直後に前の馬に触れたため本馬は躓き、騎手が落馬寸前となる不利を受け道中後方からの競馬となった。そのまま3コーナーでは後方追走となり、4コーナーから直線で大外に進路を取り追い込むも、内を通って抜けたゴールドシップに届かず2馬身半差の2着に敗れた。そして迎えた東京優駿（日本ダービー）は1番人気に推され、ゴールドシップと同じ出走馬中上がり最速タイの脚で追い込んだがディープブリランテの4着に敗れた。
東京優駿の後、左前球節炎と診断されノーザンファームしがらきにて放牧休養していたが、後に左前脚屈腱炎を発症した為、秋競馬を断念し、故障箇所の回復へ向けて休養に入ることになった。

### 5歳（2014年）
2月の白富士ステークスで約1年8ヶ月ぶりに復帰。休養明けにもかかわらず単勝1番人気に支持されたが、5着に敗れた。続くマイラーズカップをコースレコードで優勝し、2012年のきさらぎ賞以来となる重賞2勝目を挙げた。続く安田記念では3番人気での出走だったが、不良馬場も影響したのかジャスタウェイの5着に敗れた。
放牧を挟んで迎えた秋初戦の毎日王冠は、1番人気に推されるも13着に惨敗。マイルチャンピオンシップも8着と精彩を欠いた。その後、香港マイル（G1）にザカリー・パートンの騎乗で出走し、4着。

### 6歳（2015年）
陣営は、オーストラリアに遠征しジョージライダーステークスを経てドンカスターマイルに出走するプランを立て、鞍上は現地のニコラス・ホールに依頼した。ジョージライダーステークスは同じく日本から遠征したリアルインパクトが優勝する一方、ワールドエースは11着。ドンカスターマイルは8着に終わった。
帰国後は3戦するが未勝利に終わり、2015年12月18日付けで競走馬登録を抹消。引退後はアロースタッドで種牡馬となった。

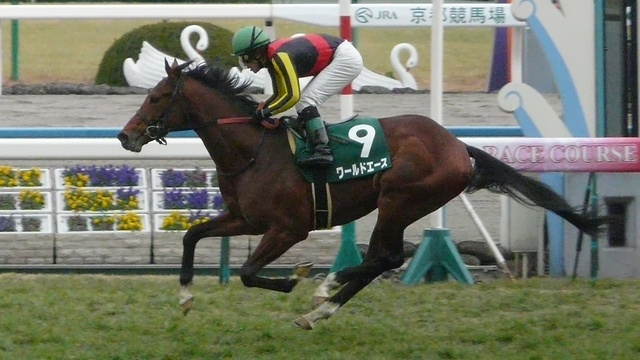
2012年きさらぎ賞
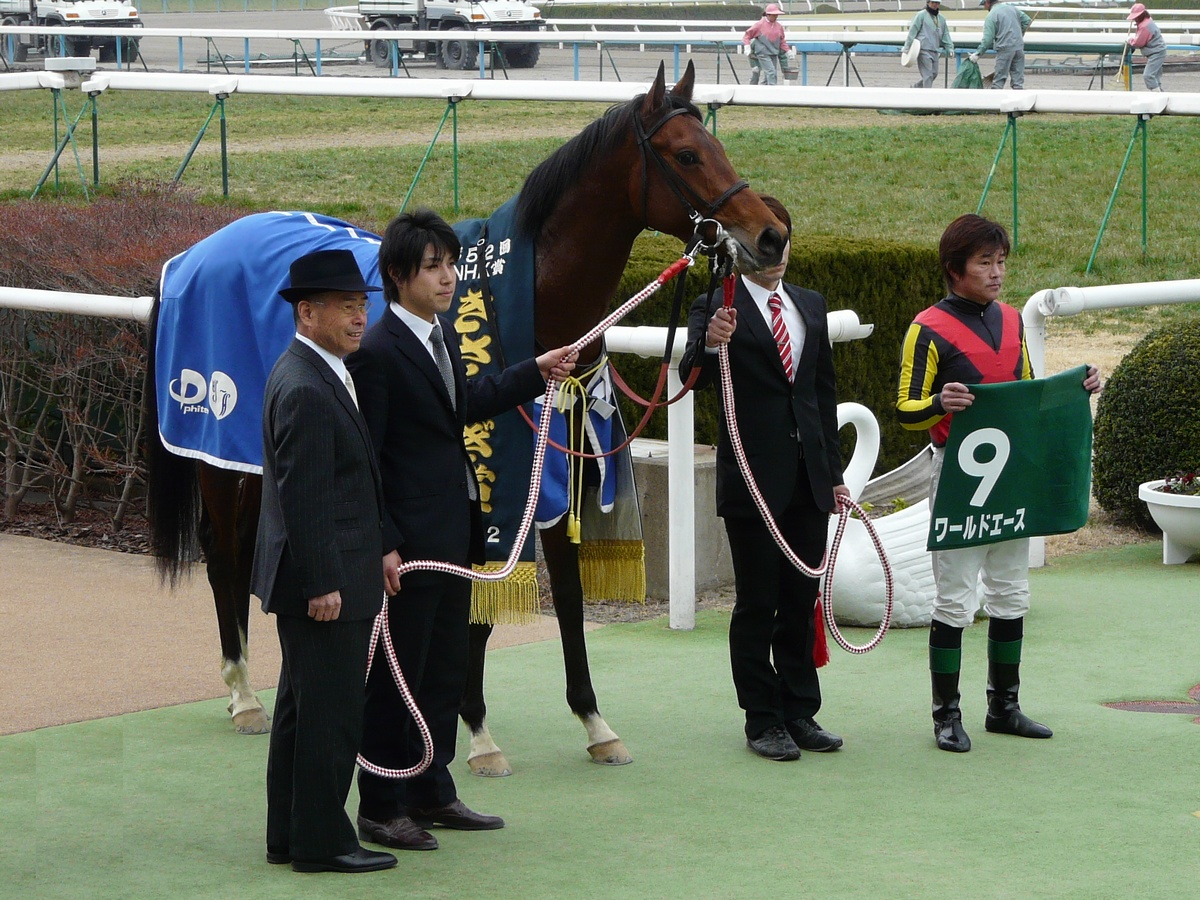
表彰式
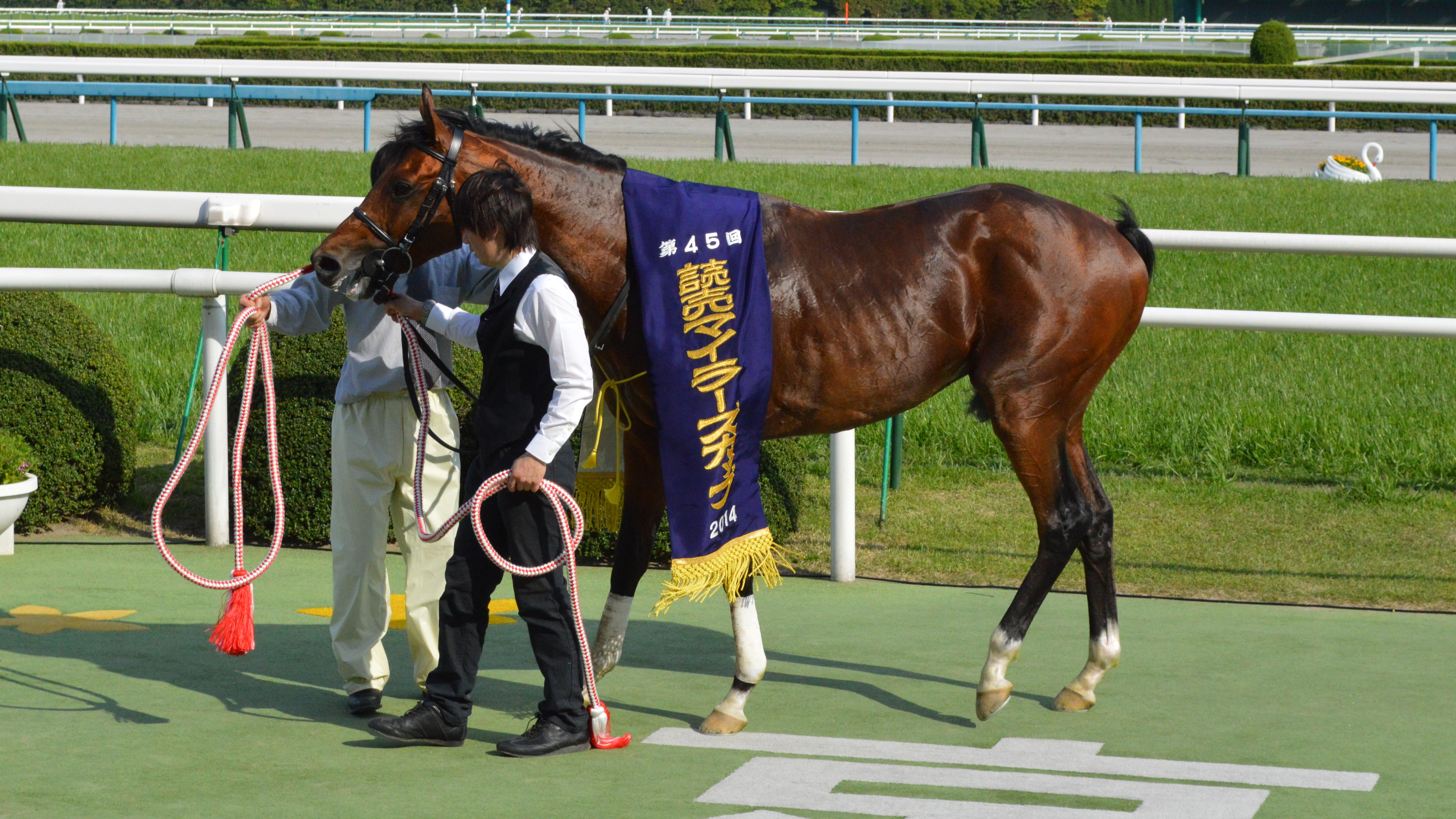
2014年マイラーズカップ

## 競走成績
以下の情報のうち、国内の競走はnetkeiba.comの成績欄、海外の競走については各競走名に示した出典を参照。
| 競走日     | 競馬場                  | 競走名             | 格   | 距離（馬場）  | 頭 数 | 枠 番 | 馬 番 | オッズ （人気） | 着順 | タイム （上り3F） | 着差    | 騎手           | 斤量   | 1着馬（2着馬）         |
| ---------- | ----------------------- | ------------------ | ---- | ------------- | ----- | ----- | ----- | --------------- | ---- | ----------------- | ------- | -------------- | ------ | ---------------------- |
| 2011.12.17 | 阪神                    | 2歳新馬            |      | 芝1800m（良） | 13    | 7     | 11    | 01.4（01人）    | 01着 | 1:49.5 (34.5)     | -0.1    | 福永祐一       | 55kg   | （レッドブレイゾン）   |
| 2012.01.21 | 京都                    | 若駒S              | OP   | 芝2000m（重） | 5     | 2     | 2     | 01.2（01人）    | 02着 | 2:05.7 (33.6)     | -0.4    | 福永祐一       | 56kg   | ゼロス                 |
| 0000.02.05 | 京都                    | きさらぎ賞         | GIII | 芝1800m（良） | 13    | 6     | 9     | 02.1（01人）    | 01着 | 1:47.0 (33.0)     | -0.2    | 小牧太         | 56kg   | （ヒストリカル）       |
| 0000.03.17 | 阪神                    | 若葉S              | OP   | 芝2000m（稍） | 16    | 6     | 11    | 01.3（01人）    | 01着 | 2:04.4 (35.3)     | -0.3    | 福永祐一       | 56kg   | （メイショウカドマツ） |
| 0000.04.15 | 中山                    | 皐月賞             | GI   | 芝2000m（稍） | 18    | 5     | 9     | 03.2（02人）    | 02着 | 2:01.7 (34.9)     | -0.4    | 福永祐一       | 57kg   | ゴールドシップ         |
| 0000.05.27 | 東京                    | 東京優駿           | GI   | 芝2400m（良） | 18    | 4     | 8     | 02.5（01人）    | 04着 | 2:24.0 (33.8)     | -0.2    | 福永祐一       | 57kg   | ディープブリランテ     |
| 2014.02.01 | 東京                    | 白富士S            | OP   | 芝2000m（良） | 14    | 7     | 12    | 03.1（01人）    | 05着 | 2:00.2 (33.7)     | -0.4    | 武豊           | 56kg   | エアソミュール         |
| 0000.04.27 | 京都                    | マイラーズC        | GII  | 芝1600m（良） | 16    | 2     | 4     | 06.4（03人）    | 01着 | R1:31.4 (33.2)    | -0.2    | A.シュタルケ   | 56kg   | （フィエロ）           |
| 0000.06.08 | 東京                    | 安田記念           | GI   | 芝1600m（不） | 17    | 8     | 17    | 09.6（03人）    | 05着 | 1:37.4 (37.8)     | -0.6    | C.ウィリアムズ | 58kg   | ジャスタウェイ         |
| 0000.10.12 | 東京                    | 毎日王冠           | GII  | 芝1800m（良） | 15    | 8     | 15    | 03.2（01人）    | 13着 | 1:45.8 (33.5)     | -0.6    | 小牧太         | 57kg   | エアソミュール         |
| 0000.11.23 | 京都                    | マイルCS           | GI   | 芝1600m（良） | 17    | 5     | 9     | 05.6（04人）    | 08着 | 1:32.1 (34.7)     | -0.6    | P.ブドー       | 57kg   | ダノンシャーク         |
| 0000.12.14 | 沙田                    | 香港マイル         | G1   | 芝1600m（良） | 10    |       | 9     | 26（05人）      | 04着 | 1:34.27           | -0.78   | Z.パートン     | 126lb  | Able Friend            |
| 2015.03.21 | ローズヒル ガーデンズ   | ジョージライダーS  | G1   | 芝1500m（稍） | 14    |       | 3     | 06.5（04人）    | 11着 |                   | 5.1馬身 | N.ホール       | 59kg   | Real Impact            |
| 0000.04.06 | ロイヤル ランドウィック | ドンカスターマイル | G1   | 芝1600m（重） | 20    |       | 3     | 21（10人）      | 08着 |                   | 4.9馬身 | N.ホール       | 55.5kg | Kermadec               |
| 0000.10.24 | 東京                    | 富士S              | GIII | 芝1600m（良） | 16    | 7     | 13    | 30.8（11人）    | 09着 | 1:33.3 (34.0)     | -0.6    | 北村宏司       | 57kg   | ダノンプラチナ         |
| 0000.11.28 | 東京                    | キャピタルS        | OP   | 芝1600m（良） | 18    | 3     | 5     | 07.0（04人）    | 02着 | 1:33.2 (33.8)     | -0.0    | H.ボウマン     | 57kg   | サンライズメジャー     |
| 0000.12.12 | 阪神                    | チャレンジC        | GIII | 芝1800m（良） | 18    | 7     | 14    | 05.1（03人）    | 04着 | 1:46.6 (34.6)     | -0.5    | H.ボウマン     | 57.5kg | フルーキー             |

- タイム欄のRはレコード勝ちを示す

## 種牡馬時代
2016年から種牡馬生活を始める。初年度から131頭の種付け数を集め、その後は108頭、87頭、68頭と年々数を減らしたが4年目の2020年は131頭と数を増やした。初年度産駒のオータムレッドが2019年6月17日の新馬戦を勝利し、産駒初勝利を挙げた。
2023年7月19日、種牡馬を引退する事をジェイエスがTwitter投稿で発表した。同月31日にアロースタッドを退厩し、ノーザンホースパークで余生を過ごす。

### 主な産駒

#### 中央重賞優勝馬
- 2019年産
  - ジュンブロッサム（2024年富士ステークス）[35]

#### 地方重賞優勝馬
- 2017年産
  - ボルドープリュネ（2020年クイーンカップ【笠松】）
- 2019年産
  - シルトプレ（2021年鎌倉記念、2022年北斗盃、北海優駿、ダービーグランプリ、2023年コスモバルク記念、道営記念、2024年中島記念）[36]

## 血統表
| ワールドエースの血統            | ワールドエースの血統                                 | ワールドエースの血統 | （血統表の出典）     | （血統表の出典） |
| 父系                            | サンデーサイレンス系                                 | サンデーサイレンス系 | サンデーサイレンス系 | [ § 2 ]          |
| 父 ディープインパクト 2002 鹿毛 | 父の父*サンデーサイレンス Sunday Silence 1986 青鹿毛 | Halo                 | Hail to Reason       | Hail to Reason   |
| 父 ディープインパクト 2002 鹿毛 | 父の父*サンデーサイレンス Sunday Silence 1986 青鹿毛 | Halo                 | Cosmah               |                  |
| 父 ディープインパクト 2002 鹿毛 | 父の父*サンデーサイレンス Sunday Silence 1986 青鹿毛 | Wishing Well         | Understanding        | Understanding    |
| 父 ディープインパクト 2002 鹿毛 | 父の父*サンデーサイレンス Sunday Silence 1986 青鹿毛 | Wishing Well         | Mountain Flower      |                  |
| 父 ディープインパクト 2002 鹿毛 | 父の母*ウインドインハーヘア 1991 鹿毛                | Alzao                | Lyphard              | Lyphard          |
| 父 ディープインパクト 2002 鹿毛 | 父の母*ウインドインハーヘア 1991 鹿毛                | Alzao                | Lady Rebecca         |                  |
| 父 ディープインパクト 2002 鹿毛 | 父の母*ウインドインハーヘア 1991 鹿毛                | Burghclere           | Busted               | Busted           |
| 父 ディープインパクト 2002 鹿毛 | 父の母*ウインドインハーヘア 1991 鹿毛                | Burghclere           | Highclere            |                  |
| 母 *マンデラ Mandela 2000 栗毛  | 母の父Acatenango 1982                                | Surumu               | Literat              | Literat          |
| 母 *マンデラ Mandela 2000 栗毛  | 母の父Acatenango 1982                                | Surumu               | Surama               |                  |
| 母 *マンデラ Mandela 2000 栗毛  | 母の父Acatenango 1982                                | Aggravate            | Aggressor            | Aggressor        |
| 母 *マンデラ Mandela 2000 栗毛  | 母の父Acatenango 1982                                | Aggravate            | Raven Locks          |                  |
| 母 *マンデラ Mandela 2000 栗毛  | 母の母Mandellicht 1994                               | Be My Guest          | Northern Dancer      | Northern Dancer  |
| 母 *マンデラ Mandela 2000 栗毛  | 母の母Mandellicht 1994                               | Be My Guest          | What a Treat         |                  |
| 母 *マンデラ Mandela 2000 栗毛  | 母の母Mandellicht 1994                               | Mandelauge           | Elektrant            | Elektrant        |
| 母 *マンデラ Mandela 2000 栗毛  | 母の母Mandellicht 1994                               | Mandelauge           | Mandriale            |                  |
| 母系(F-No.)                     | (FN:3-d)                                             | (FN:3-d)             | (FN:3-d)             | [ § 3 ]          |
| 5代内の近親交配                 | Northern Dancer 5×4                                  | Northern Dancer 5×4  | Northern Dancer 5×4  | [ § 4 ]          |
| 出典                            | 1. 2. 3. 4.                                          | 1. 2. 3. 4.          | 1. 2. 3. 4.          | 1. 2. 3. 4.      |

- 母マンデラはディアナ賞（独オークス）3着[39]。叔父（マンデラの半弟）にイスパーン賞、プリンスオブウェールズステークス、ジャック・ル・マロワ賞を制したマンデュロがいる[40]。
- 全弟に2019年菊花賞・2021年天皇賞（春）を制したワールドプレミア、半弟に2022年鳴尾記念・2023年日経新春杯を制したヴェルトライゼンデ（父ドリームジャーニー）がいる。